# Oenothera deltoides
Oenothera deltoides (енотера дельтоподібна) — вид рослин родини знітові (Onagraceae).

## Назва
В англійській мові має назви «лев у клітці» (англ. lion in a cage) та «чортів ліхтар» (англ. devil's lantern).

## Будова
Рослина сіро-зеленого кольору з розетковим листям дельтоподібної форми. Великі білі квітки стають рожевими з часом. Після відмирання стебла починають загинатися догори, формуючи округлу «клітку». У такій формі рослина стає перекотиполем, розносячи своє насіння.

## Поширення та середовище існування
Зростає в пустелях на південному заході Сполучених Штатів та у північній Мексиці.

## Галерея

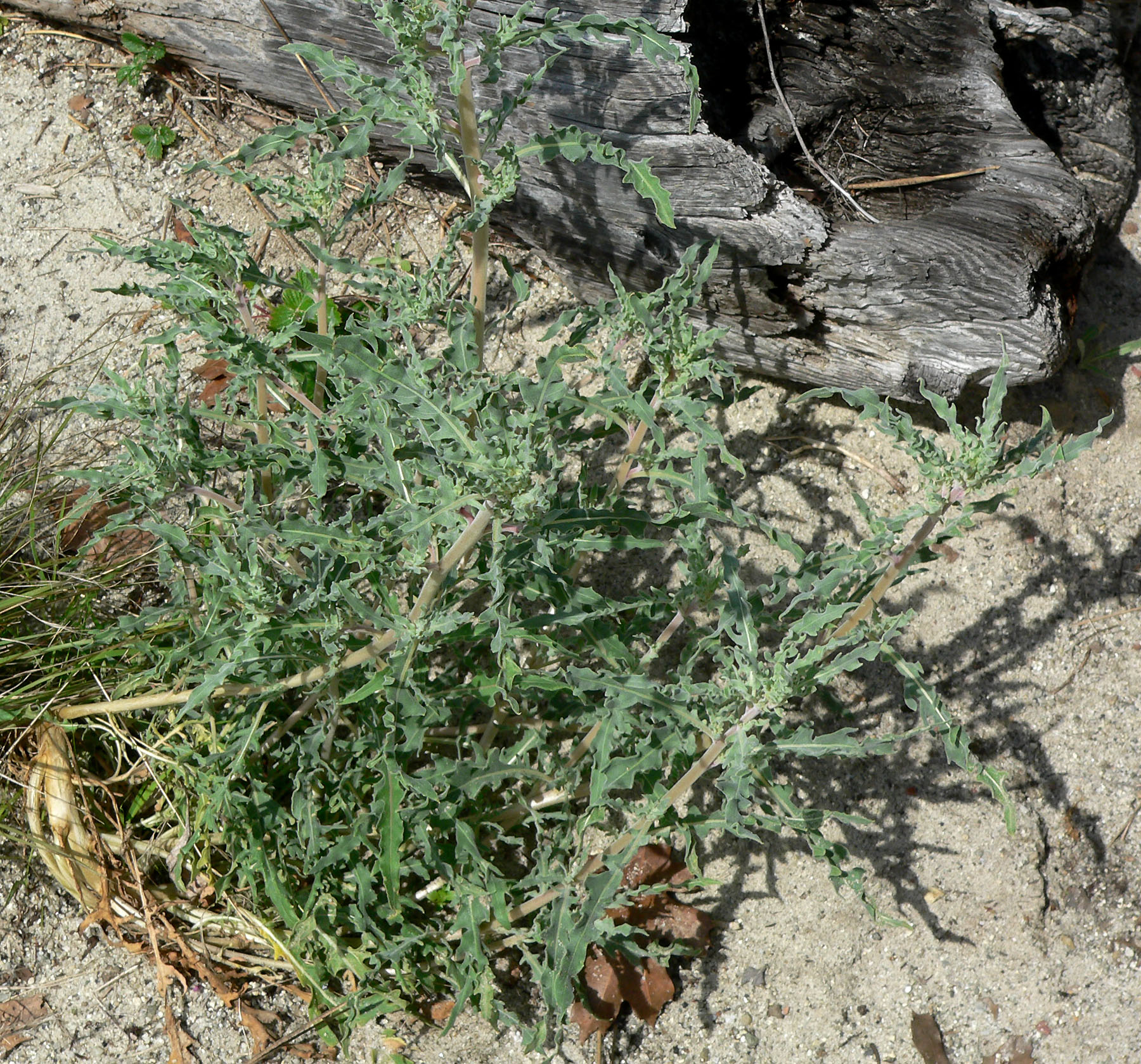
Oenothera deltoides var howellii
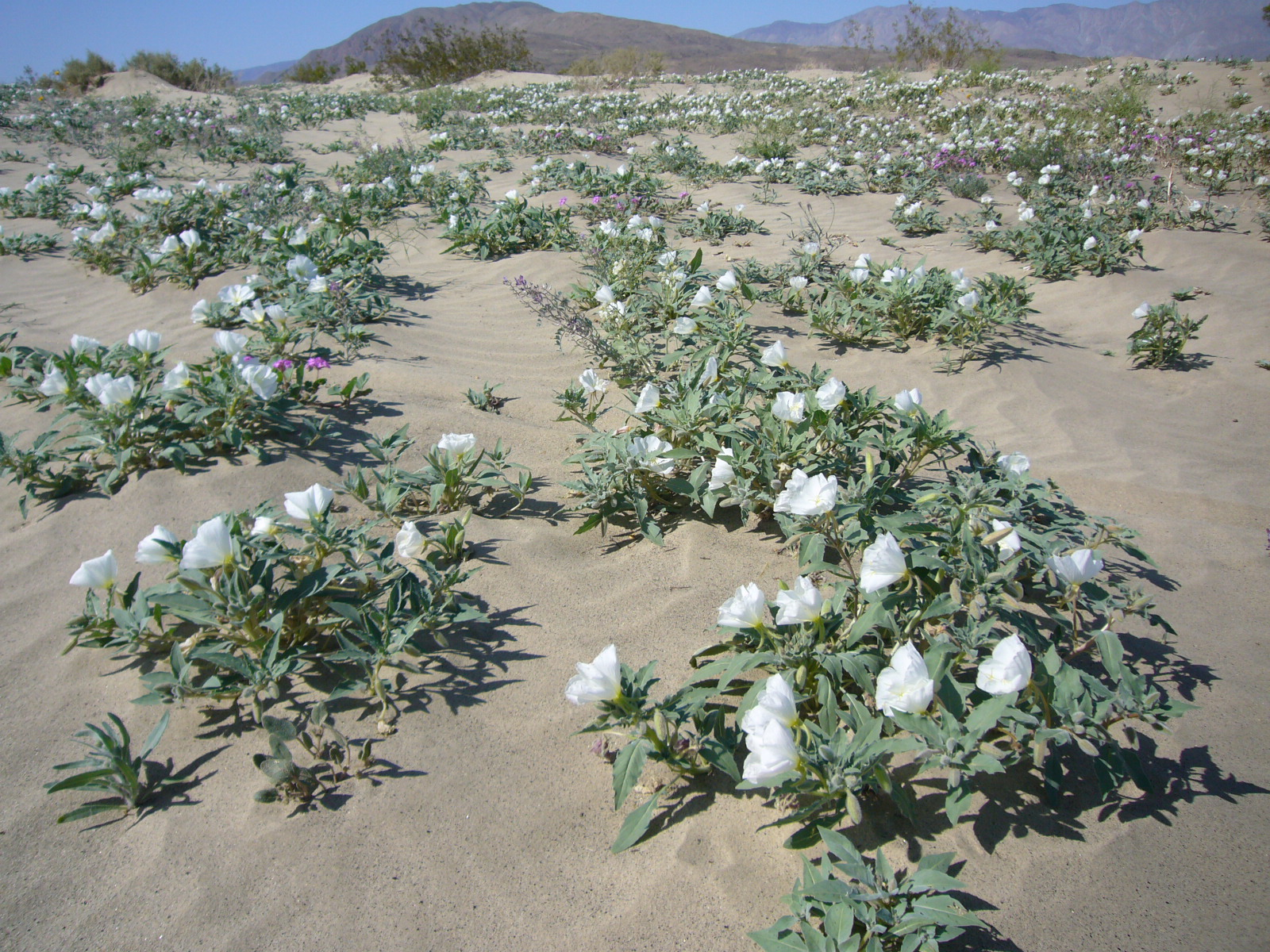
Рослина у природному середовищі
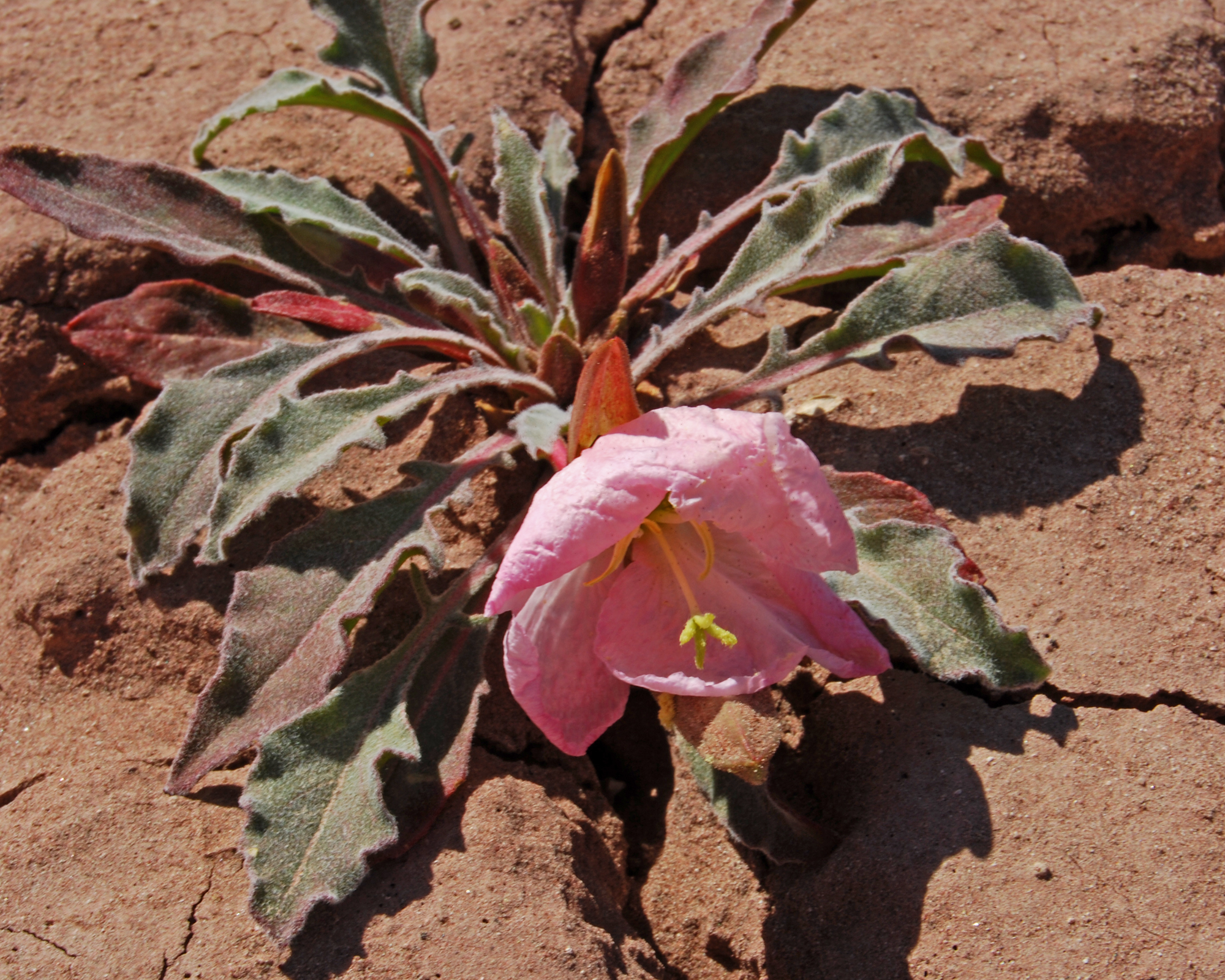
Квіти стають рожевими з часом